# Hanno von Dassel

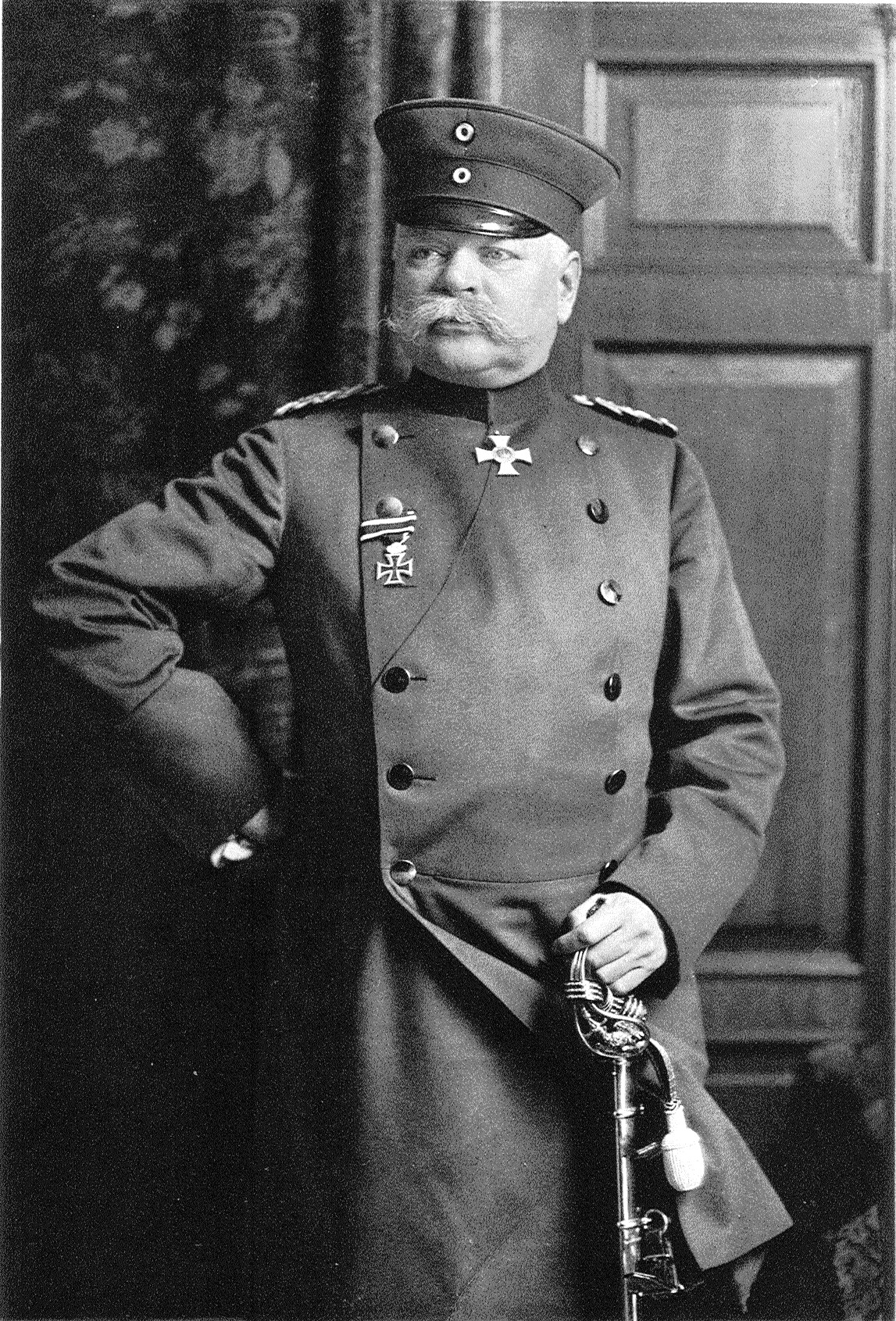
Hanno von Dassel, aufgenommen von Rudolf Dührkoop 1905

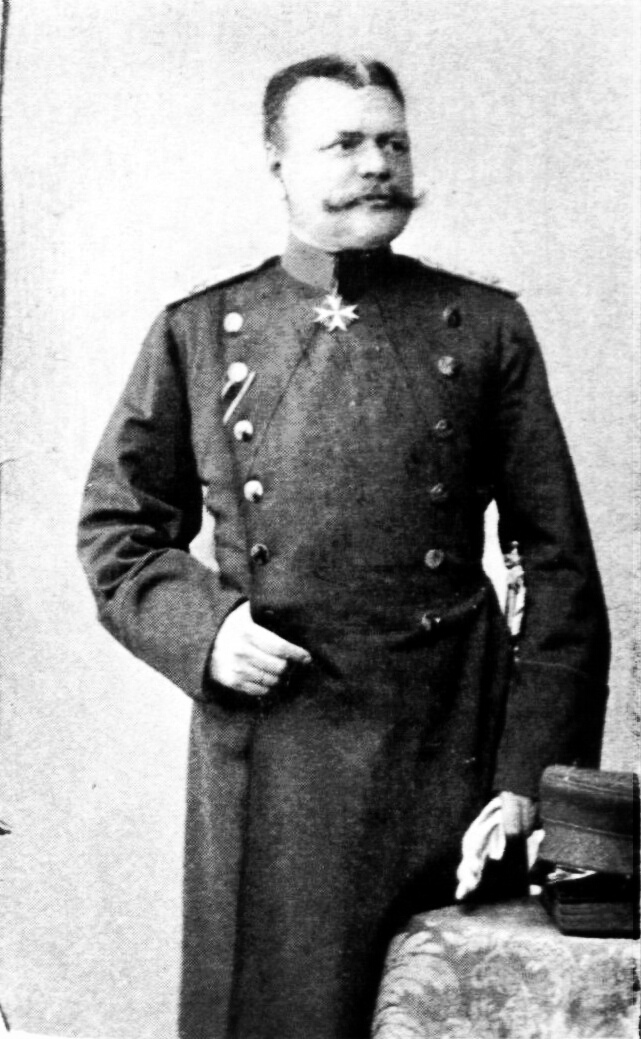
Hanno von Dassel

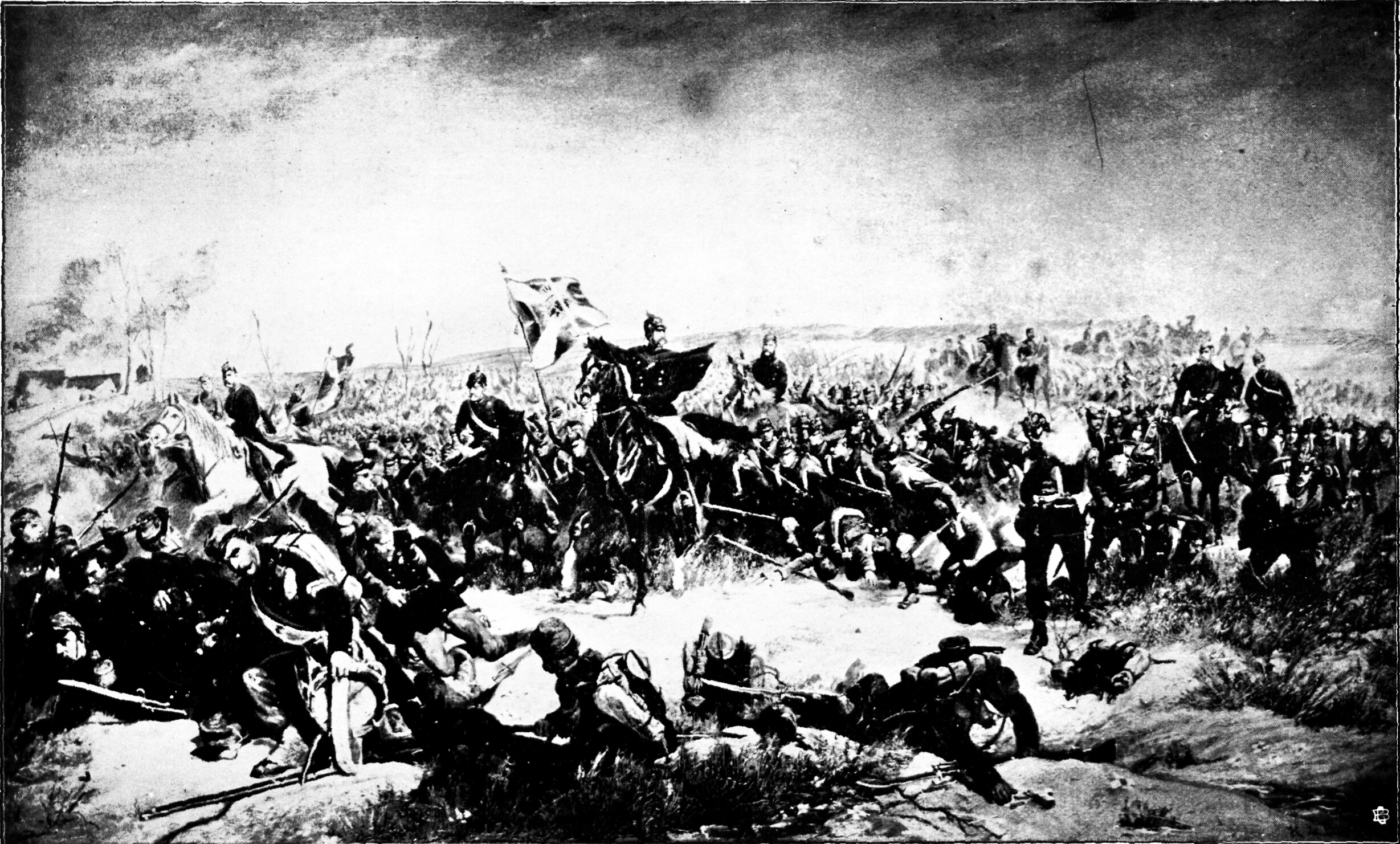
Füsilierbataillon in der Schlacht von Loigny

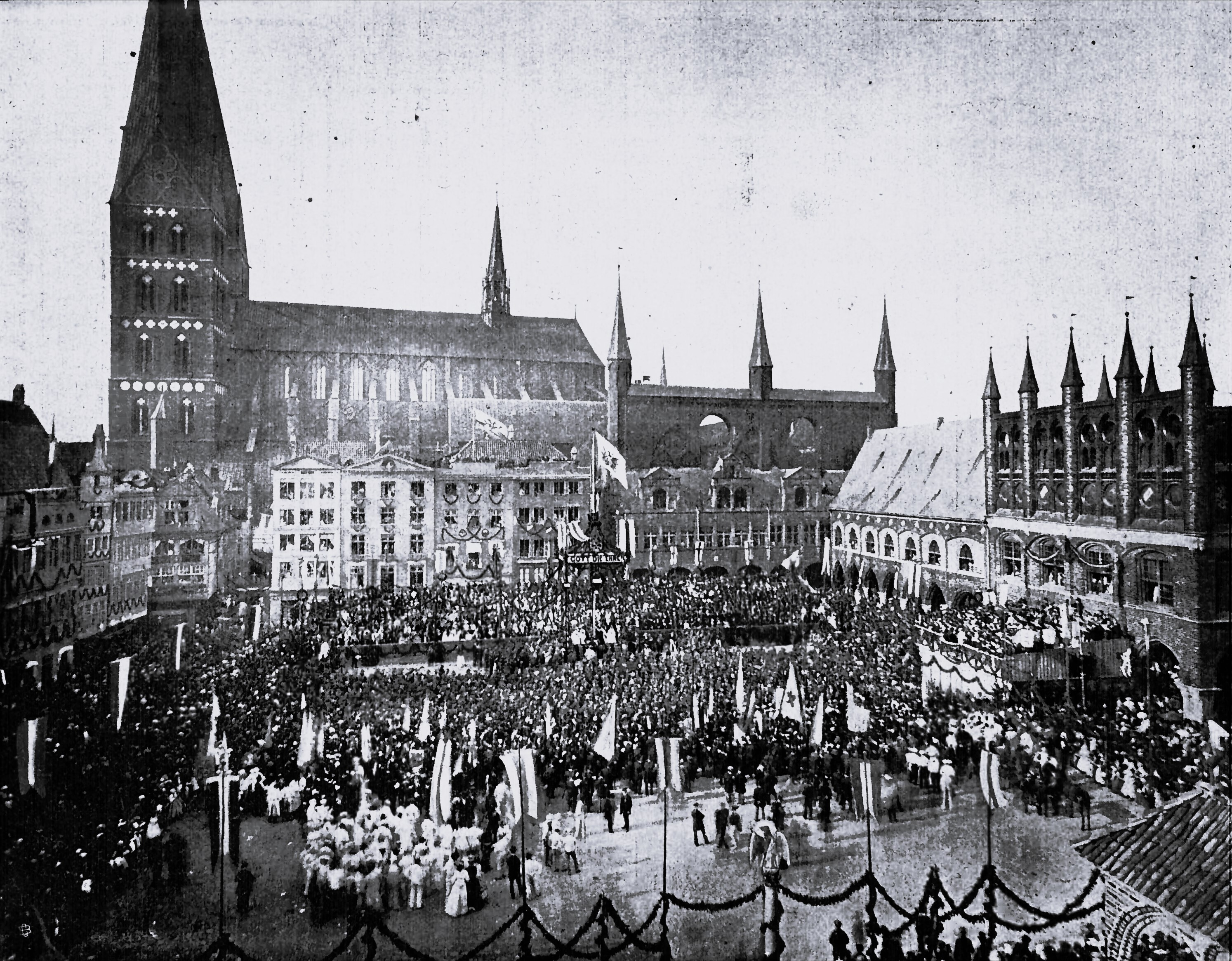
Einzug des siegreichen Bataillons am 18. Juni 1871

Hanno Werner Traugott von Dassel (* 8. August 1850 in Stolp; † 1. Januar 1918 in Aumühle) war ein preußischer Offizier, zuletzt Generalleutnant.

## Leben

### Herkunft
Hanno entstammte dem Patriziergeschlecht von Dassel. Er war der Sohn von Gustav Adolph von Dassel (* 24. Februar 1816 in Neu-Belz; † 17. April 1894 in Berlin), zuletzt Oberst a. D. und Landstallmeister am Königlich-Preußischen Hauptgestüt Trakehnen und dessen Ehefrau Elise, aus dem pommerschen Adelsgeschlecht Bandemer (* 1. Oktober 1824 in Weitenhagen; † 2. Januar 1901 in Bernburg). Sein jüngerer Bruder Johannes schlug ebenfalls die Militärlaufbahn ein und brachte es zum General der Infanterie.

### Militärlaufbahn
Nach dem Besuch des Kadettenhauses in Potsdam und der Hauptkadettenanstalt in Berlin wurde Dassel mit dem Charakter eines Portepee-Fähnrichs, das Patent erhielt er erst am 10. November, in die 1. Kompanie des 2. Hanseatische Infanterie-Regiment Nr. 76 nach Hamburg, wo er am 10. Oktober 1869 zu einem Sekondeleutnant befördert wurde, überwiesen. Zum Adjutanten im Lübecker Bataillon der Füsiliere ernannte man ihn am 16. Juli 1870.
Im Deutsch-Französischen Krieg nahm er an den Belagerungen von Metz, Toul und Paris, den Schlachten bei Orléans, Loigny, Beaugency und Cravant, sowie bei den Gefechten bei Dreux, La Madeleine-Bouvet, Bellême, Meung und Fréteval teil. In dem Krieg wurde Dassel mit dem Eisernen Kreuz II. Klasse ausgezeichnet.
Am Jahrestag von Waterloo, Napoleon Bonaparte wurde 1815 in der Schlacht bei Waterloo von britischen und preußischen Truppen unter Arthur W. Wellington und Gebhard Leberecht von Blücher vernichtend geschlagen, zog das Lübeckische Bataillon mit Dassel am 18. Juni 1871 auf dem Markt der Freien und Hansestadt Lübeck ein.
Anfang November 1876 kehrte Dassel in seine Kompanie zurück, wurde am 30. April 1877 zum Premierleutnant befördert und war als solcher vom 1. November 1879 für drei Jahre als Adjutant des Bezirkskommandos Hamburg.
Unter Stellung à la suite des Hannoverschen Füsilier-Regiments Nr. 73 wurde Dassel am 12. Februar 1884 zum Adjutant der 29. Infanterie-Brigade in Köln ernannt. Zum Hauptmanns am 13. März 1884 befördert, wurde er am 4. Dezember 1884 in das Leib-Grenadier Regiment (1. Brandenburgsches) Nr. 8 nach Frankfurt (Oder) versetzt und zum Chef der 1. Kompanie ernannt. Unter der Beförderung am 27. Januar 1893, Geburtstag des amtierenden Kaisers, in den Rang eines Majors wurde er seinem Regiment aggregiert, am 12. April Stabsoffizier und am 14. September abermals aggregiert.
Die Aufstellung von IV. (Halb-)Bataillonen wurde durch die AKO vom 2. Oktober 1893 angeordnet. Zum Kommandeur vom IV. Bataillon des 1. Hanseatischen Infanterie-Regiments Nr. 75 in Bremen wurde v. Dassel am 19. Dezember 1893. Dem Kommando enthoben wurde er am 23. März 1895 und zum 1. April zu dem des III. Bataillons in Stade ernannt. Mit der Funktion eines etatmäßigen Stabsoffiziers wurde v. Dassel am 22. Mai 1899 beauftragt und am 15. Juni 1899, den Jahrestag der Thronbesteigung im Dreikaiserjahr, unter der Beförderung zum Oberstleutnant zum etatmäßigen Stabsoffizier der 75er ernannt. Als solcher nahm er vom 10. bis 22. Mai 1900 an einem Infanterie-Kursus an der Militärschießschule teil.

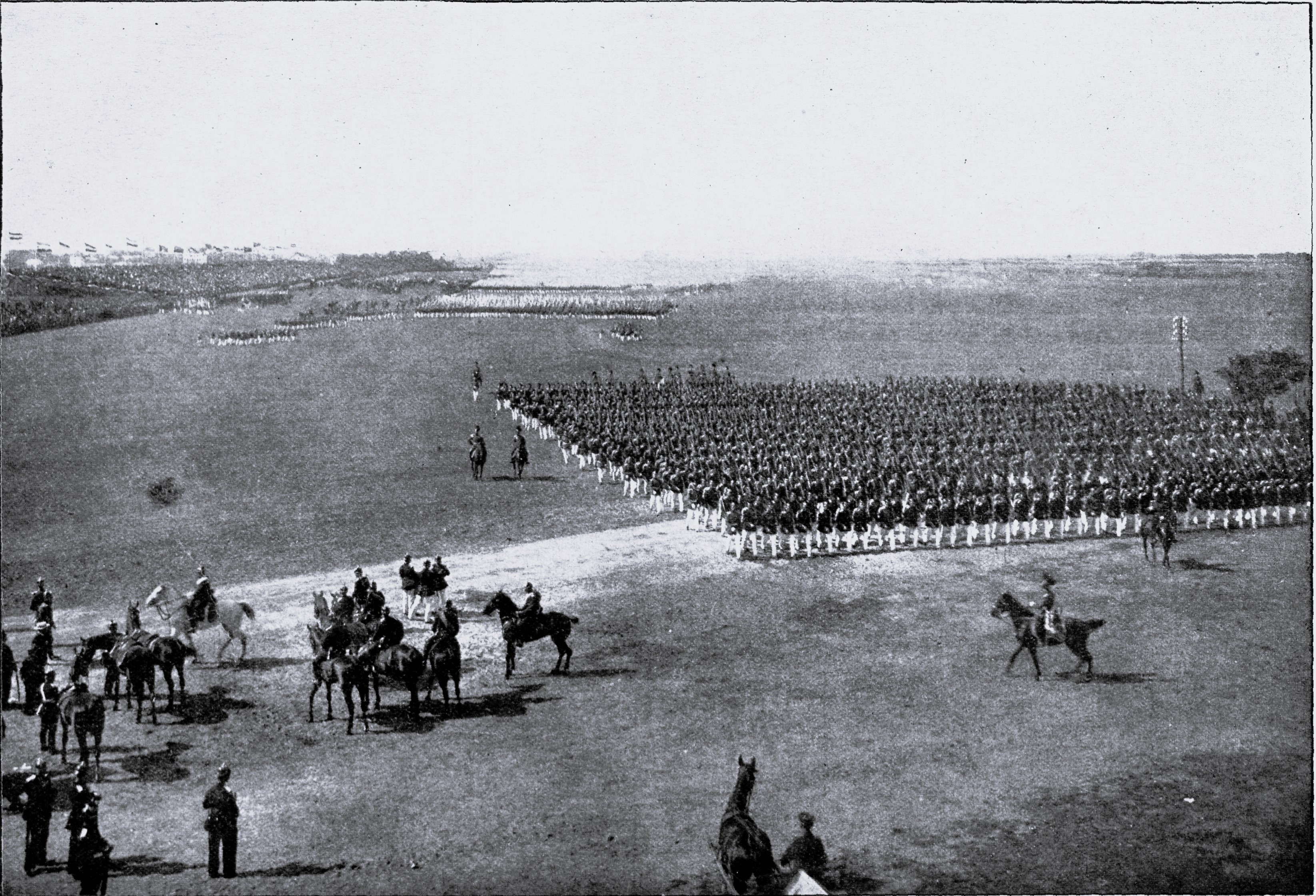
Altonaer Kaiserparade

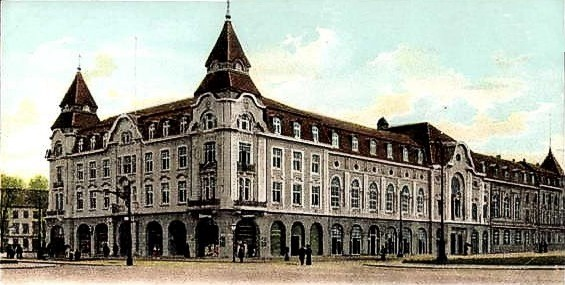
Hotel Kaiserhof in Altona

Mit dessen Führung beauftragt, kehrte Dassel am 18. Mai 1901 à la suite der 76er zu seinem Regiment zurück. Unter der Beförderung zum Oberst wurde er am 7. Juli, dem Jahrestag des Friedens von Tilsit, deren Regimentskommandeur. Im Berliner Zeughaus wurden am 28. August 1904 im Beisein der Regimentskommandeure die neuen Fahnen der Regimenter des IX. Armee-Korps durch ihre Nagelung, den ersten Schlug der Kaiser ein den letzten der Fahnenträger des Regiments, geweiht.
Bei dem Kaisermanöver fand am Morgen des 5. Septembers, der Tag der Altonaer Kaiserparade, die Übergabe der neuen Fahnen durch die Fahnenkompanie des Korps statt. So konnten die Regimenter diese bei der sich anschließenden Parade erstmals führen. Die Generale, Regiments- und selbstständigen Bataillonskommandeure wurden im Anschluss zur Kritik des Kaisers befohlen. Am Abend fand im Festsaal des Kaiserhofs die Paradetafel statt. Als Höhepunkt dieser Veranstaltung, bei der auch die Bürgermeister der drei im Korps vertretenen Hansestädte vertreten waren, gab der Kaiser bekannt, dass die in deren Städten garsonierten Regimenter fortan die Namen Regiment Bremen, Regiment Hamburg und Regiment Lübeck führten.
Unter der Beförderung zum Generalmajor wurde Dassel am 22. April 1905 zum Kommandeur der 70. Infanterie-Brigade in Thorn ernannt. Zum 22. März 1907 (dem 110. Geburtstag Kaiser Wilhelms I.) wurde er mit Pension zur Disposition gestellt und ließ sich zunächst in Hamburg nieder.

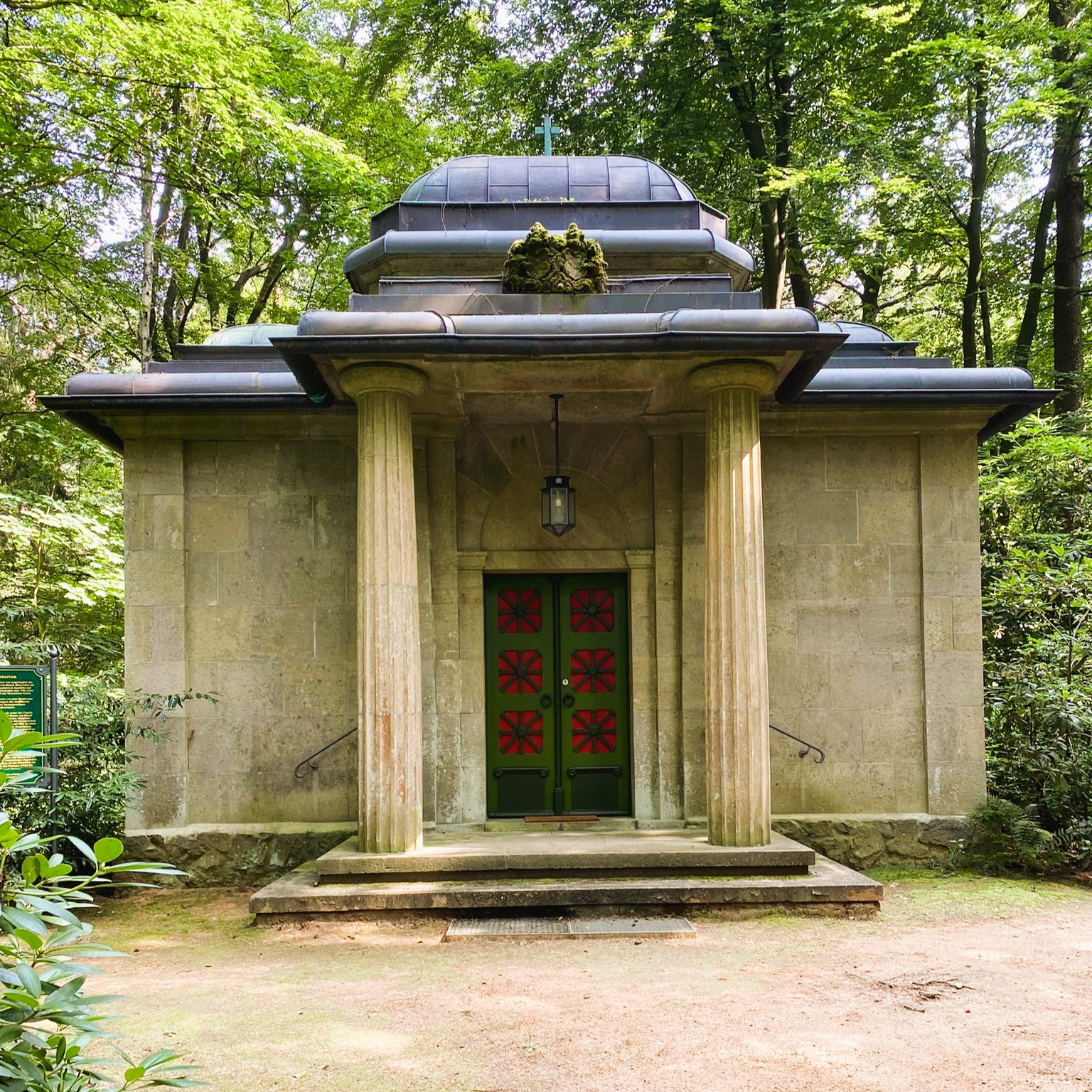
Ex-Mausoleum

Um 1910 ließ sich das Ehepaar von Dassel in Aumühle, an der Ecke Bismarckallee / Hoffriedeallee, eine Villa erbauen. Seine Frau engagierte sich hier karitativ und gründete 1911 eine Ortsgruppe des Vaterländischen Frauenvereins, den Ursprung des heutigen Roten Kreuzes in Aumühle. Der Charakter eines Generalleutnants wurde von Dassel am 16. Juni 1913 verliehen. Auf dem Aumühler Waldfriedhof ließ sich das Ehepaar 1914 nach Entwurf des Hamburger Architekten Emil Neupert ein Mausoleum für 12.000 Mark errichten, in dem der Generalleutnant 1918 mit einem großen Trauerakt beigesetzt wurde.
Der letzte Nachfahre der Familie Dassel übertrug 1970 das Mausoleum an die Aumühler Kirchengemeinde, er und seine Ehefrau wurden den 1990er-Jahren neben dem Mausoleum beigesetzt. Dieses wird heute als Kolumbarium genutzt.

### Familie
Dassel heiratete am 12. März 1879 in Hamburg Anna Freiin von Ohlendorff (* 24. Mai 1861 in Hamburg; † 17. Juni 1955 in Aumühle), eine Tochter von Albertus Freiherr von Ohlendorff. Die Ehe blieb kinderlos.

## Veröffentlichungen
- Erinnerungen des Generalleutnants a. D. Hanno v. Dassel. Verlag König, 1919.

## Auszeichnungen
- Ritter des Johanniterordens am 22. Februar 1889
- Roter Adlerorden III. Klasse mit Schleife am 18. Januar 1903
- Kronen-Orden II. Klasse im September 1904
- Roter Adlerorden II. Klasse mit Eichenlaub am 20. Januar 1907